# Colobothea grallatrix
Colobothea grallatrix là một loài bọ cánh cứng trong họ Cerambycidae.